# Wahlkreis Willisau
| Sitze im Kantonsrat (2024–2028)                                    |
| Insgesamt 16 Sitze - Grüne: 1 - SP: 2 - Mitte: 6 - FDP: 3 - SVP: 4 |

Der Wahlkreis Willisau ist einer von sechs Wahlkreisen des Kantons Luzern in der Schweiz. Flächenmässig entspricht er dem auf den 1. Januar 2013 aufgehobenen Amt Willisau.

## Geografie
Der Wahlkreis Willisau liegt im Nordwesten des Kantons Luzern nördlich des Napfgebiets und umfasst die Täler der Luthern und der Wigger. Die Gegend trägt auch den Namen Luzerner Hinterland.

## Gemeinden des Wahlkreises Willisau
Der Wahlkreis Willisau besteht aus folgenden 21 Gemeinden (Stand 1. Januar 2021):
| Wappen       | Name der Gemeinde      | Einwohner (31. Dezember 2023) | Fläche in km² |
| ------------ | ---------------------- | ----------------------------- | ------------- |
| Alberswil    | Alberswil              | 728                           | 3,53          |
| Altbüron     | Altbüron               | 1032                          | 6,75          |
| Altishofen   | Altishofen             | 2018                          | 14,32         |
| Dagmersellen | Dagmersellen           | 5878                          | 23,87         |
| Egolzwil     | Egolzwil               | 1661                          | 4,18          |
| Ettiswil     | Ettiswil               | 2878                          | 12,58         |
| Fischbach    | Fischbach              | 731                           | 8,05          |
| Grossdietwil | Grossdietwil           | 904                           | 10,20         |
| Hergiswil    | Hergiswil bei Willisau | 1928                          | 31,34         |
| Luthern      | Luthern                | 1265                          | 37,76         |
| Menznau      | Menznau                | 3113                          | 30,34         |
| Nebikon      | Nebikon                | 2817                          | 3,73          |
| Pfaffnau     | Pfaffnau               | 2784                          | 17,68         |
| Reiden       | Reiden                 | 7492                          | 27,03         |
| Roggliswil   | Roggliswil             | 789                           | 6,21          |
| Schötz       | Schötz                 | 4924                          | 15,27         |
| Ufhusen      | Ufhusen                | 936                           | 12,21         |
| Wauwil       | Wauwil                 | 2599                          | 2,96          |
| Wikon        | Wikon                  | 1509                          | 8,28          |
| Willisau     | Willisau               | 9149                          | 47,22         |
| Zell         | Zell                   | 2162                          | 13,91         |
|              | Total (21)             | 57'297                        | 337,42        |

## Veränderungen im Gemeindebestand

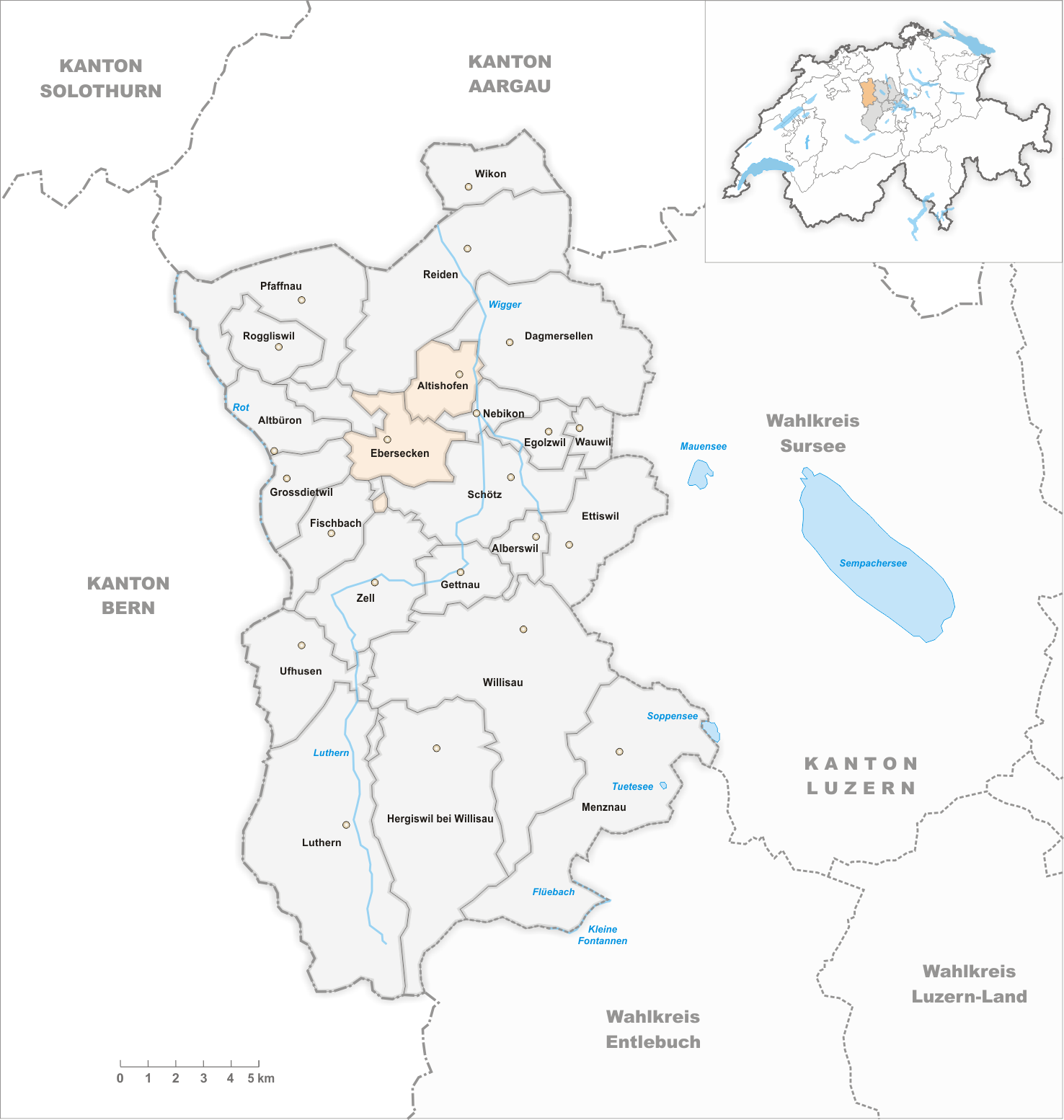
Gemeinden bis 2019
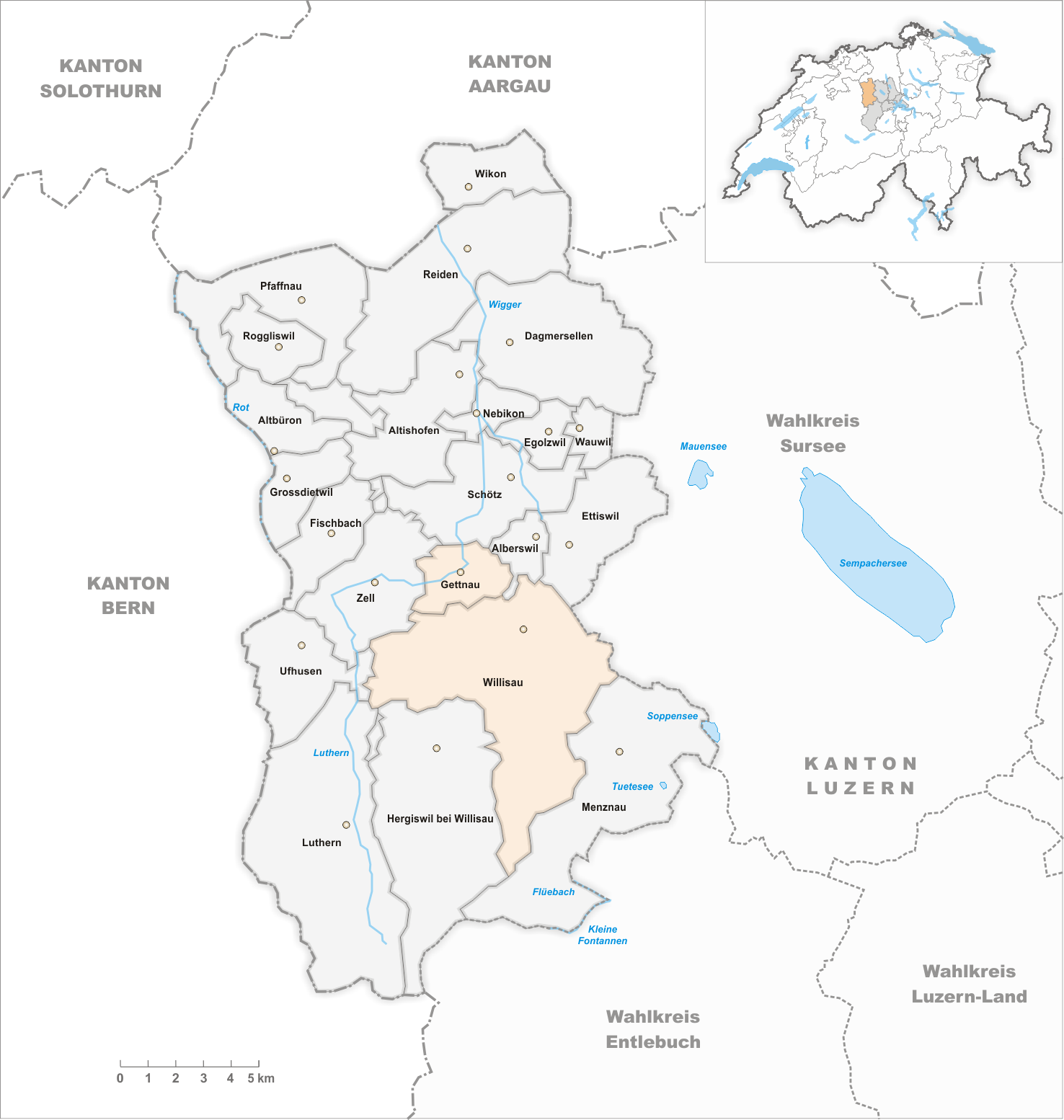
Gemeinden bis 2020

- 2020: Fusion Altishofen und Ebersecken → Altishofen

- 2021: Fusion Gettnau und Willisau → Willisau